# Gare de Komagome
La gare de Komagome (駒込駅, Komagome-eki) est une  gare ferroviaire japonaise située dans l'arrondissement de Toshima à Tokyo. Elle est gérée conjointement par les compagnies JR East et Tokyo Metro.

## Situation ferroviaire
La gare de Komagome est située au point kilométrique (PK) 19,0 de la ligne Yamanote et au PK 15,0 de la ligne Namboku.

## Histoire
La gare a été inaugurée le 15 novembre 1910 sur la ligne Yamanote par la Société gouvernementale des chemins de fer japonais. La station de métro de la ligne Namboku ouvre le 29 novembre 1991.

## Services aux voyageurs

### Accès et accueil
La gare dispose d'un bâtiment voyageurs, avec guichet, ouvert tous les jours.

### Desserte

#### JR East
- Ligne Yamanote :
  - voie 1 : direction Ueno, Tokyo et Shinagawa
  - voie 2 : direction Ikebukuro, Shinjuku et Shibuya

#### Métro
- Ligne Namboku :
  - voie 1 : direction Akabane-Iwabuchi (interconnexion avec la ligne Saitama Railway pour Urawa-Misono)
  - voie 2 : direction Meguro (interconnexion avec la ligne Tōkyū Meguro pour Hiyoshi)

| «            |  | Service        |  | »           |
| ------------ |  | -------------- |  | ----------- |
| Sugamo       |  | Ligne Yamanote |  | Tabata      |
| Hon-Komagome |  | Ligne Namboku  |  | Nishigahara |

## A proximité
Le jardin Rikugien est facilement accessible à pied depuis la gare de Komagome.